# Iron Assault
Iron Assault è un videogioco realizzato dall'italiana Graffiti (ora Milestone) nel 1995, per sistemi MS-DOS. La pubblicazione del gioco è avvenuta, come già accaduto per Screamer, da parte della Virgin Interactive. Si tratta di uno sparatutto in prima persona dove il giocatore si trova a bordo di mech, enormi robot bipedi pesantemente armati. Una delle particolarità più notevoli è la presenza di intermezzi video realizzati con la tecnica stop motion, inusuale nell'ambito videoludico.

## Modalità di gioco
Il gioco non è paragonabile ai titoli delle serie MechWarrior o Earthsiege per un approccio più semplicistico della guida dei mech; anche le missioni sono generalmente poco complesse e privi di obiettivi veri e propri al di là della distruzione degli avversari. Ad un certo punto di gioco è possibile avere dei compagni controllati dalla CPU, ai quali è possibile dare semplici ordini.